# تل شیرزاد
تل شیرزاد مربوط به دوران‌های تاریخی پس از اسلام است و در شهرستان فیروزآباد، بخش مرکزی، روستای فتح‌آباد عرب واقع شده و این اثر در تاریخ ۱۲ بهمن ۱۳۸۱ با شمارهٔ ثبت ۷۲۰۰ به‌عنوان یکی از آثار ملی ایران به ثبت رسیده است.